# 道胜堂
道胜堂是中国江苏省南京市的一座基督教教堂。原址位于鼓楼区中山北路408号（今南京市第十二中学），由美国圣公会差会创建于1915年，意为“以道胜世”。道胜堂建筑外观为典型的中国古典风格。属于中华圣公会江苏教区。
道胜堂附设的道胜学校是南京市第十二中学的源头之一。1958年南京基督教实行联合礼拜，道胜堂教堂关闭，改为南京第十二中学图书馆。现已用在以南京大屠杀中拍摄日军屠杀罪行的道胜堂牧师约翰·马吉命名的约翰·马吉图书馆。
2008年12月18日，道胜堂在河口闸公园举行异地复建奠基仪式。2009年4月28日，道胜堂举行复建开工仪式。总建筑面积约3000平方米，可容纳1千多人聚会。预计工程将在年底完成。
1992年，道胜堂旧址公布为南京市文物保护单位。2019年，道胜堂旧址公布为江苏省文物保护单位。